# Mordella ovalistica
Mordella ovalistica is een keversoort uit de familie spartelkevers (Mordellidae). De wetenschappelijke naam van de soort is voor het eerst geldig gepubliceerd in 1887 door McLeay.